# Trade Winds (Barrett)
Trade Winds is een compositie van Natasha Barrett, die het werk samenstelde in de jaren 2004 tot en met 2006. Barrett is een specialiste in elektroakoestische muziek, maar daar valt dit werk maar ten dele onder. Het is meer akoesmatische muziek.
Inspiratiebron is een zin uit Jules Vernes Twintigduizend mijlen onder zee en wel het hoofdstuk Mobilis in mobili: …a sliding side came audible.You could tell that some panels were shifting over the Nautilus’ sides….revealing a sight that no pen could describe. Als aanvulling was zij zich bewust dat talloze composities of dat nou muziek was of andere kunsten geïnspireerd waren door de zee.Om tot een werk te komen verzamelde Barrett een aantal zaken:
- er zijn opnamen gemaakt aan boord van het meer dan 100 jaar oude Noorse zeilschip Dyrafjeld;
- een gepensioneerde Noorse kapitein doet een verhaal over een belevenis uit zijn prille periode;
- sopraan Jane Manning
- een Shanty-koor
- een kerkorgel.

Deze vijf bronnen worden gedurende het werk door elkaar gehaald, reageren op en onderbreken elkaar, vloeien in elkaar over, zijn gesampled, worden in de juiste volgorde of juist achterstevoren weergegeven. De “muziek” die daarvan het resultaat is begint met het vertrek van (waarschijnlijk) het zeilschip uit een haven. Mensen staan te praten en te juichen en zwaaien het schip met haar bemanning uit. Daarna komt de strijd met de zee en wind in beeld. Je hoort de wind over en door het schip blazen, het schip kraakt onder de aanslagen van de golven en je hoort water op het dek slaan en even later weer wegspoelen. Ondertussen doet de Noorse kapitein verwoed een poging zijn verhaal af te maken. Hij wordt daarin steeds onderbroken, door de zee en het schip. De kapitein doet een verhaal uit zijn verleden, waarbij hij voor het eerst leiding moest geven aan een schip dat Skagway (Alaska) verlaat en naar Japan moet varen. Op aanraden van derden trekt hij zijn zog langs de Aleoeten, maar blijkt de verkeerde zijde te hebben gekozen, waar de depressies vrij spel hebben. Als de wind de ene kant opstaat, zou bij vertrek het schip op de eilanden stranden, als de wind na de depressie 180 graden draait, vaart het schip waarschijnlijk zeer gehavend de Beringzee in. Kortom, in plaats van snel te kunnen vertrekken, ligt de kapitein maar te wachten op weer, dat hun wel toestaat verder te varen. Ondertussen beukt de zee aan alle kanten op het schip.
Pas aan het eind komt de muziek in rustig vaarwater als we een fjord invaren.

## Uitvoering
Het werk bestaat uit een achttal delen, maar alle vloeit in elkaar over:
1. Opening
2. 3:00 Submerged
3. 6:17 Open ocean
4. 20:43 Mobilis in mobili
5. 29:44 Deep layer
6. 41:30 Planctonic float
7. 43:58 Migration
8. 50:14 Nordfjorden shore

Barrett combineert bovenstaande geluidscollage met een licht- en videoshow. Er zijn geen directe films of foto's te zien; het is een constante wisseling aan kleurschakeringen die het publiek in de stemming moet brengen voor het bijbehorend geluid. Het is als het ware een lichtcollage met geluidscollage. Daarbij moet de compositie weergegeven worden door zestien luidsprekers om het juiste effect te krijgen.
De muziek past niet alleen in het elektro-akoestische genre, het zou ook kunnen passen in de ambient-stroming.

## Discografie
Het werk is uitgegeven op een sacd door het Noorse platenlabel Aurora, dat verbonden is aan de Noorse Cultuurraad en muziek uitgeeft die te experimenteel is voor de grote labels; het draagt catalogusnummer 5016. Het werk heeft haar Nederlandse première al gehad in een avondvullende programma met elektro-akoestische muziek in het Muziekgebouw aan 't IJ op 3 maart 2006.